# Ptilocera paradisea
Ptilocera paradisea är en tvåvingeart som beskrevs av Lindner 1951. Ptilocera paradisea ingår i släktet Ptilocera och familjen vapenflugor. Inga underarter finns listade i Catalogue of Life.